# Sonceboz-Sombeval
Sonceboz-Sombeval est une commune suisse du canton de Berne, située dans l'arrondissement administratif du Jura bernois.

## Population et société

### Surnom
Les habitants de la localité de Sonceboz sont surnommés les Têtes de bois.
Ceux de la localité de Sombeval sont surnommés les Têtes de cheval.

## Histoire

Photo aérienne (1950)

La commune est le fruit du regroupement de deux villages qui autrefois étaient séparés par une zone inondée (ancien marais créé par une petite météorite tombée, environ, en l'an 10503 avant J.-C.), le village de Sonceboz et celui de Sombeval.
La première mention authentique de Sombeval remonte à 866, dans un document par lequel Lothaire II, roi de Lorraine, confirme à l'abbaye de Moutier-Grandval ses possessions situées en divers lieux. Sombeval y est nommé Summavallis. En 1303, le nom de Sonceboz (Suntzelbo) fait son apparition dans un document. En 1315, une reconnaissance, qui fait mention d'un moulin à Sonceboz, dit que l'église de Sombeval est dédiée à sainte Agathe. À l'époque des transports par diligences, Sonceboz-Sombeval était un relais important sur le tronçon Berne-Bâle.
De 1797 à 1815, Sonceboz-Sombeval a fait partie de la France, au sein du département du Mont-Terrible, puis, à partir de 1800, du département français du Haut-Rhin, auquel le département du Mont-Terrible fut rattaché. Par décision du congrès de Vienne, le territoire de l’ancien évêché de Bâle fut attribué au canton de Berne, en 1815.

## Transports
- Carrefour ferroviaire avec les lignes CFF Bienne – La Chaux-de-Fonds et Sonceboz-Sombeval – Moutier. Durant 17 ans, la Flèche du Jura relia les Montagnes neuchâteloises au reste de la Suisse en passant par Sonceboz.
- Autoroute A16, sortie Sonceboz.

## Patrimoine bâti
Le village est situé sur une ancienne voie romaine, dont il reste quelques vestiges, à proximité du col de Pierre Pertuis. Ce col relie le vallon de Saint-Imier et la vallée de Tavannes.
Hôtel de la Couronne. La position de Sonceboz, étape importante sur l’ancienne route reliant Bâle à Bienne, favorise l’implantation d’établissements publics. Dès 1672, le prince-évêque de Bâle accorde un privilège exclusif d'y tenir cabaret. Attestée vers 1700, l’auberge la Crosse de Bâle  est déplacée un peu plus bas en 1745 et devient, dès 1815 sans doute, l’Hôtel de la Couronne. Elle devient bientôt l’un des établissements importants du village et est exploitée jusqu’en 2014. Belle enseigne et salle de restaurant lambrissée en 1707. L’édifice est acquis en 2020 par la Fondation pour le rayonnement du Jura bernois.
Sombeval
Église réformée de Sombeval. L'édifice est reconstruit en 1733-1737 à l'emplacement d'une église Sainte-Agathe mentionné en 866. En 1866, l'église est transformée en simple salle avec une tour accolée en façade et ornée d'un décor historicisant.
La scierie de Sombeval est le témoin des débuts de l'industrie dans le village, elle est actuellement gérée par une fondation qui est chargée de la faire revivre.

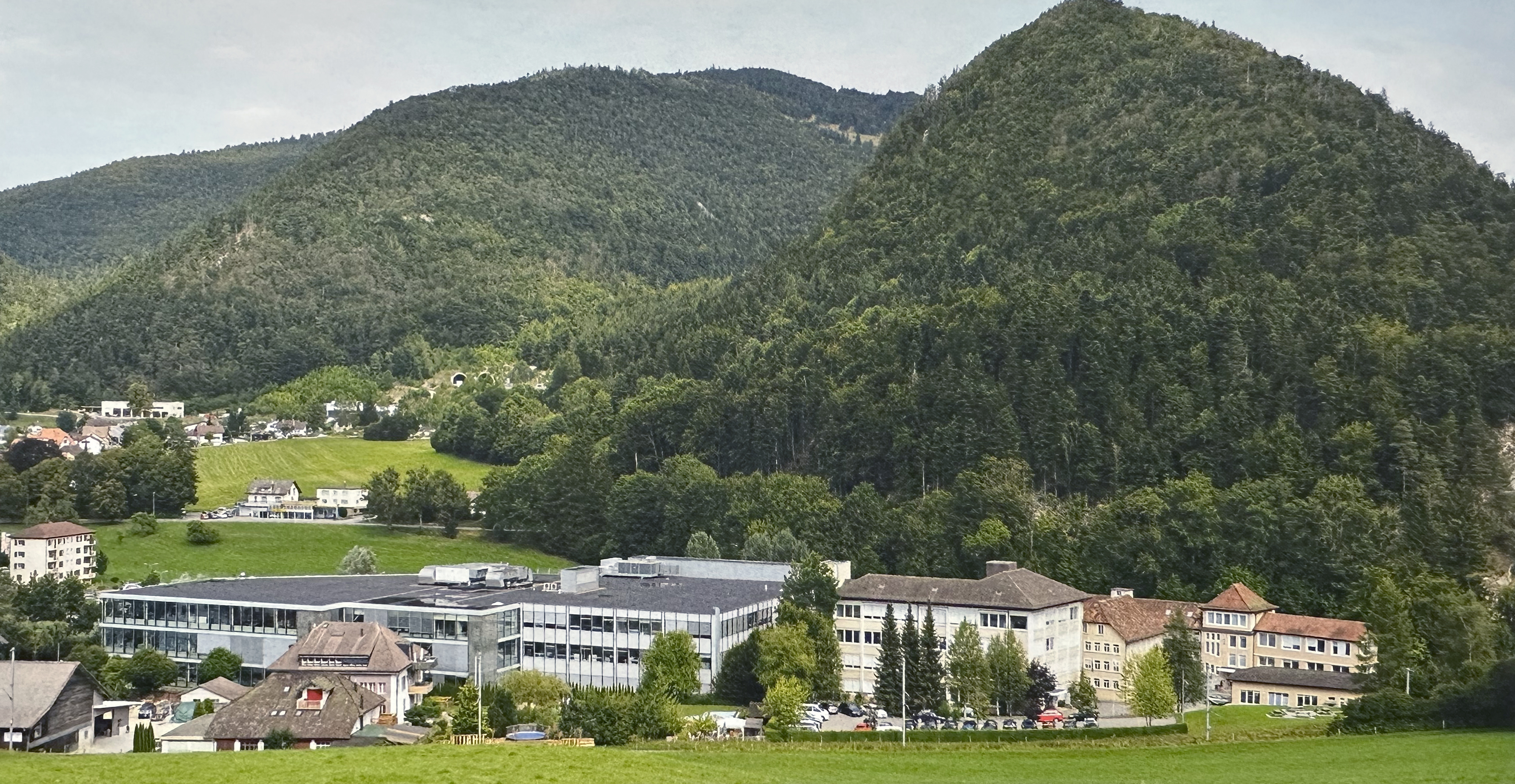
Usine de Sonceboz

L'usine de SONCEBOZ SA, n'ayant subi aucune destruction, est un bon exemple de l'évolution de l'architecture industrielle locale entre 1849 et 2020.

## Économie
L'industrie du village couvre les domaines de la motorisation électrique, de la mécanique, du décolletage, de l'informatique et du commerce de tapis. Elle inclut des entreprises de décolletage, d'engrenages, de vente de revêtements de sol aux grossistes, d'informatique, de moteurs électriques et systèmes mécatroniques d'entraînement (Sonceboz SA), d'appareils électroniques et de mesure de l'énergie thermique (Sontex SA).

## Sport
Les rochers du Shilt sont particulièrement appréciés des amateurs d'escalade.

## Gastronomie
Le restaurant Hôtel du Cerf à Sonceboz, par le chef cuisinier Jean-Marc Soldati, détient 16 points dans le prestigieux guide gastronomique Gault et Millau 2005.
L'entreprise Kelvin obtient la seule médaille d'or au concours suisse des produits du terroir en 2013 catégorie confiserie dans le canton de Berne pour ses macarons Maca'Dam (macarons parisiens à l'eau-de-vie de damassine AOP).

## Personnalités
- Le bel Hubert, chanteur
- Jean-Marc Soldati, cuisinier possédant une étoile au Guide Michelin et 16 points au Gault et Millau